# 308 a.C.

## Eventos
- 118a olimpíada:[1]
  - Andrômenes de Corinto, vencedor do estádio;
  - Antenor, de Atenas ou de Mileto, foi o vencedor do pancrácio. Ele venceu a competição em todos jogos importantes, nas três categorias por idade.
- Continua a Segunda Guerra Samnita.
- Quinto Fábio Máximo Ruliano, pela terceira vez, e Públio Décio Mus, pela segunda vez, cônsules romanos.